# 大悲觀站
大悲觀站（日语：／ Daihikan eki */?）是位於長崎縣北松浦郡小佐佐村黑石免字鹽濱，運輸通信省的松浦線支線車站，現已廢止。

## 歷史
- 1931年（昭和6年）8月29日 - 佐世保鐵道（日语：佐世保鉄道）大悲觀停留場（日语：／）啟用[1][2]。
- 1936年（昭和11年）10月1日 - 佐世保鐵道國有化，同時升級至車站[3]。
- 1944年（昭和19年）4月13日 - 車站廢止。

## 相鄰車站
運輸通信省
松浦線（支線）
肥前黑石－大悲觀－臼之浦

## 注腳
1. ↑  《停車場変遷大事典 国鉄・JR編》（分冊Ⅱ）JTB出版，1998年，736頁
2. ↑  「地方鉄道運輸開始」『官報』1931年9月9日（國立國會圖書館數碼化收藏）
※上述的官報中，長崎縣錯誤地標記為「長野縣」。
3. ↑  「鉄道省告示第326.327号」『官報』1936年9月29日（國立國會圖書館數碼化收藏）